# Bendix Friedrich Zinck (Organist)
Bendix Friedrich Zinck (* 21. Juni 1715; getauft am 24. Juni 1715 in Schwabstedt, Herzogtum Schleswig; † 28. März 1799 in Schleswig) war ein schleswig-holsteinischer Stadtmusikant, Organist und Komponist.

## Leben und Wirken
Bendix Friedrich Zinck kam aus einer in Schleswig-Holstein lebenden Musikerfamilie. Er war ein Sohn des Musikanten, Organisten und Kirchenschreibers Ægidius Bendix Zinck (1680–1719) und dessen Ehefrau Christina. Sein Onkel Heinrich Zinck arbeitete als Garnisonorganist in Tönning und bei Lebensende als Organist in Wilster. Er hatte einen Bruder namens Joachim Heinrich Zinck, der als Kaufmann und Musiker in Plön tätig war.
Zinck arbeitete zunächst als Lakai des Statthalters Markgraf Friedrich Ernst von Brandenburg-Kulmbach auf Schloss Gottorf und wurde 1742 zum Stadtmusikant von Husum ernannt. 1746 bewarb er sich erfolglos auf die vakante Stelle des Ratsmusikanten von Flensburg. Ab 1771 war er als Organist im Schleswiger Dom tätig. Von 1772 bis 1777 übernahm er interimsweise dort auch die Stelle des Stadtmusikanten.
Während der Zeit in Husum trat Zinck musikalisch nicht nennenswert in Erscheinung, auch, weil er nur in der Vogtei Schwabstedt auftreten durfte. Als Organist in Schleswig wurde er mit jährlich 500 Mark lübisch deutlich besser entlohnt als andere Organisten und konnte sich musikalisch entfalten. Er gab dort Flöten-Duette heraus und 1785 ohne Nennung seines Namens ein Choralbuch, dessen Konzept er 1775 handschriftlich notierte. Er besaß zudem eine umfangreiche Sammlung von selbst geschriebenen Notenbüchern, die Oden, Klavier- und Orgelwerke umfassten. Einige hiervon werden in der Königlichen Bibliothek Kopenhagen aufbewahrt; 17 Werke wurden 2001 als Husumer Orgelbuch herausgegeben. Im Bereich der Orgelkompositionen zählte er zu den namhaften Kirchenmusikern des späten 18. Jahrhunderts.
1785 veröffentlichte er ein Melodienbuch zum damals neuen Cramerschen Gesangbuch.

## Familie
Am 6. April 1742 heiratete Zinck Margaretha Krüger (* 9. März 1719; † 1. November 1750), deren Vater Friedrich Krüger ein Flensburger Stadtmusikant war. Am 14. September 1751 heiratete Zinck Gertrud Krüger (* 15. Juni 1715 in Flensburg; † 30. März 1793). Sie war die Schwester seiner ersten Frau.
Aus Zincks erster Ehe stammten drei Söhne und drei Töchter, darunter der Komponist Bendix Friedrich Zinck und der Musiker Hardenack Otto Conrad Zinck. Die Tochter Johanna Sophia Justina (* 30. März 1803) heiratete am 14. März 1795 in dessen zweiter Ehe den Nicolaus Christian Bugislaus (1755–1837), der Organist am Gottorfer Schloss war und dafür jährlich 250 Mark lübisch erhielt.

## Werke
- Kurze Duetten für allerley beliebige Instrumenten, besonders für zwo Flöttraversen, oder kleine Solos, mit dem beygehenden bezifferten Basse, gleichfalls für willkührliche Instrumenten oder auch als kleine Clavier-Stücke nebst einem Anhange von Bendix Friederich Zink, Stadt-Musikant in Husum. 1771

Digitalisat, Dänische Königliche Bibliothek
- Vollständige Sammlung der Melodien zu den Gesängen des neuen allgemeinen Schleswig-Holsteinischen Gesangbuchs. 1785
- Konrad Küster (Hrsg.): Das Husumer Orgelbuch von 1758 : Präludien, Fugen und Concerten für die Orgel mit Pedal ; Sammlung Bendix Friedrich Zinck mit Werken aus dem Alten Land, dem Land Kehdingen und Schleswig-Holstein. Stuttgart: Carus 2001